# 根根巴赫
根根巴赫（德語：Gengenbach，發音：[ˈɡɛŋənˌbax] ⓘ）是德国巴登-符腾堡州弗赖堡行政区奥尔特瑙县的城市，面积61.9平方千米，2023年12月31日人口为10,984人。

## 友好城市
- 法國 奥贝奈